# Legio XI Claudia
Legio XI Claudia (XI Клавдіїв легіон, лат. Legio XI Claudia Pia Fidelis) — римський легіон, сформований Юлієм Цезарем у 58 р. до н.е. у Цизальпійській Галлії.

## Історія

### Принципат

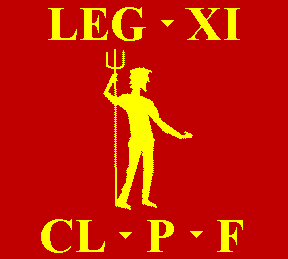
Сігнум легіону

Після загибелі Цезаря Октавіан у 42 році до н. е. відновив колишній XI Галльський легіон. У 42 році до н. е. бився на боці триумвірів під Філіппами, де республіканці зазнали вирішальної поразки.
У 41 році до н. е. допоміг Октавіану здолати Луція Антонія в Перузійській війні. Надалі у 30-х роках до н. е. бився проти Секста Помпея. За це отримав як емблему Нептуна. У 31 році до н. е. — учасник битви при Акціумі, де програв Марк Антоній. Ветерани отримали землю в Атесті (сучасне м. Есте).
За наказом імператора Августа у 30 році до н. е. вирушив до Далмації. Основний табір стояв у Бурні (сучасне м. Кістан'є), окремі невеликі загони розташовувалися по всій провінції. У 6-9 роках був у складі військ Тиберія, що придушували повстання іллірійців.
У 42 році під час повстання Луція Аррунція Фурія Камілла Скрибоніана легіон спочатку підтримав останнього, проте через 4 дні виступив на підтримку імператора Клавдія. За це отримав Claudia Pia Fidelis. У 63 році вексилярії легіону відправили для підкріплення армії Гнея Доміція Корбулона, який вів війну із Парфією.
У 69 році підтримав імператора Отона, підійшовши тому на допомогу. Брав участь у Першій битві при Бедріаку, але разом з іншими зазнав поразки від армії Вітеллія. Незабаром оголосив про визнання Веспасіана імператором. Був учасником Другої битви при Бедріаку. У 70 році за наказом імператора Веспасіана вирушив на придушення повстання батавів на чолі із Цивілісом. Слідом за перемогою розташувався у провінції Верхня Германія у м. Віндонісса (сучасне м. Віндіщ, Швейцарія). У 73-74 роках на чолі із Гнеєм Пінарієм Корнелієм Клементом здійснив похід у долину річки Некар. Деякі частини брали участь у зміцнені дороги між Аргенторатумом (сучасне м. Страсбург), Монгутіаком (сучасне м. Майнц), Августою Вінделікорум (сучасне м. Аугсбург). У 74 році ветерани розміщені у колонії Ареа Флавія (сучасне м. Роттвайл). За часів імператора Доміціана брав участь у війні проти германського племені хаттів у 83 році.
У 101 році за наказом імператора Траяна перейшов до провінції Нижня Паннонія, де отаборився в Брігеції. Брав участь у війнах проти даків 101—102 та 105—106 років. У 104 році став табором в провінції Нижня Мезія у м. Дуростор (сучасне м. Сілістра, Болгарія). Разом з іншими легіонами забезпечував захист грецьких колоній Ольбії, Херсонес та інших, розташованих на Кримському півострові. Деякі підрозділи стояли у Томах (сучасна Констанца).
За наказом імператора Адріана вексилярії легіону брали участь у придушенні третього юдейського повстання в 132—136 роках, після цього деякий час стояв у форті Бетар. У 155 році за наказом імператора Антоніна Пія повернувся до Дуростора. У 166—180 роках легіон бився під час першої та другої маркоманських війн. Після цього стояв у муніціпії Монтаненсій (м. Монтана, Болгарія) та Абрітті (сучасне м. Разград, Болгарія).
У 193 році підтрмав Септимія Севера в боротьбі за владу. У 194 році брав участь у поході Севера проти Песценнія Нігера та перемоги над ним. У 195 та 197—198 роках був учасником парфянських походів Септимія, де відзначився при захопленні Ктесіфона 198 року. За це імператор карбував монети з емблемою легіону. У 213 році як частина армії імператора Каракалли воював проти германського племені аллеманів. Користувався підтримкою також імператора Олександра Севера.
За імператора Гордіана III у 238—244 роках захищав кордони від племен карпів, сарматів, готів. У армії імператора Деція легіон воював проти карпів та готів, звитяживши у битві при Абрітті. Допомагав імператору Галлієну боротися проти Постума, володаря Галльської імперії. Галлієн також карбував монети з емблемою легіону. За часи імператора Авреліана знову захищав Мезію та Фракію від вторгнення племен карпів. У 272 році під загальною орудою Авреліана був учасником переможної битви над готами.

### Доминат
У 295 році за наказом імператора Діоклетіана окремі підрозділи увійшли до армії, що придушила заколот Доміція Доміціана. У 298 році спрямовано частини легіону до Мавретанії. Вексилярії легіону брали участь у відновлені Арабського лімесу.
У 302 році, згідно Notitia Dignitatum (Перелік почесних посад) легіон стоян в Дуросторі, частини у Трансмаріку (сучасне м. Тутракан, Болгарія), Сирії та Іспанії. У 395 році легіон знову практично повністю перебував в Дуросторумі. Остання згадка про легіон відноситься до 425 року.